# 東京ラーメン

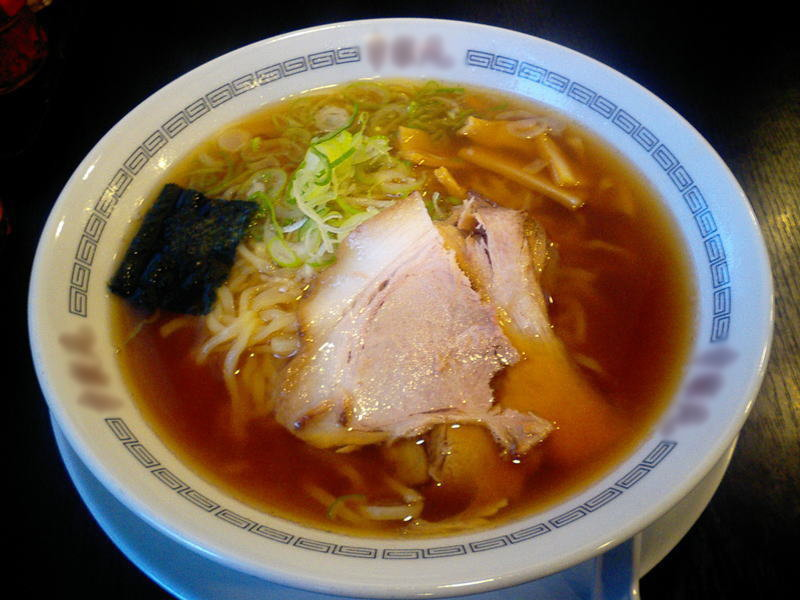
典型的な東京ラーメン

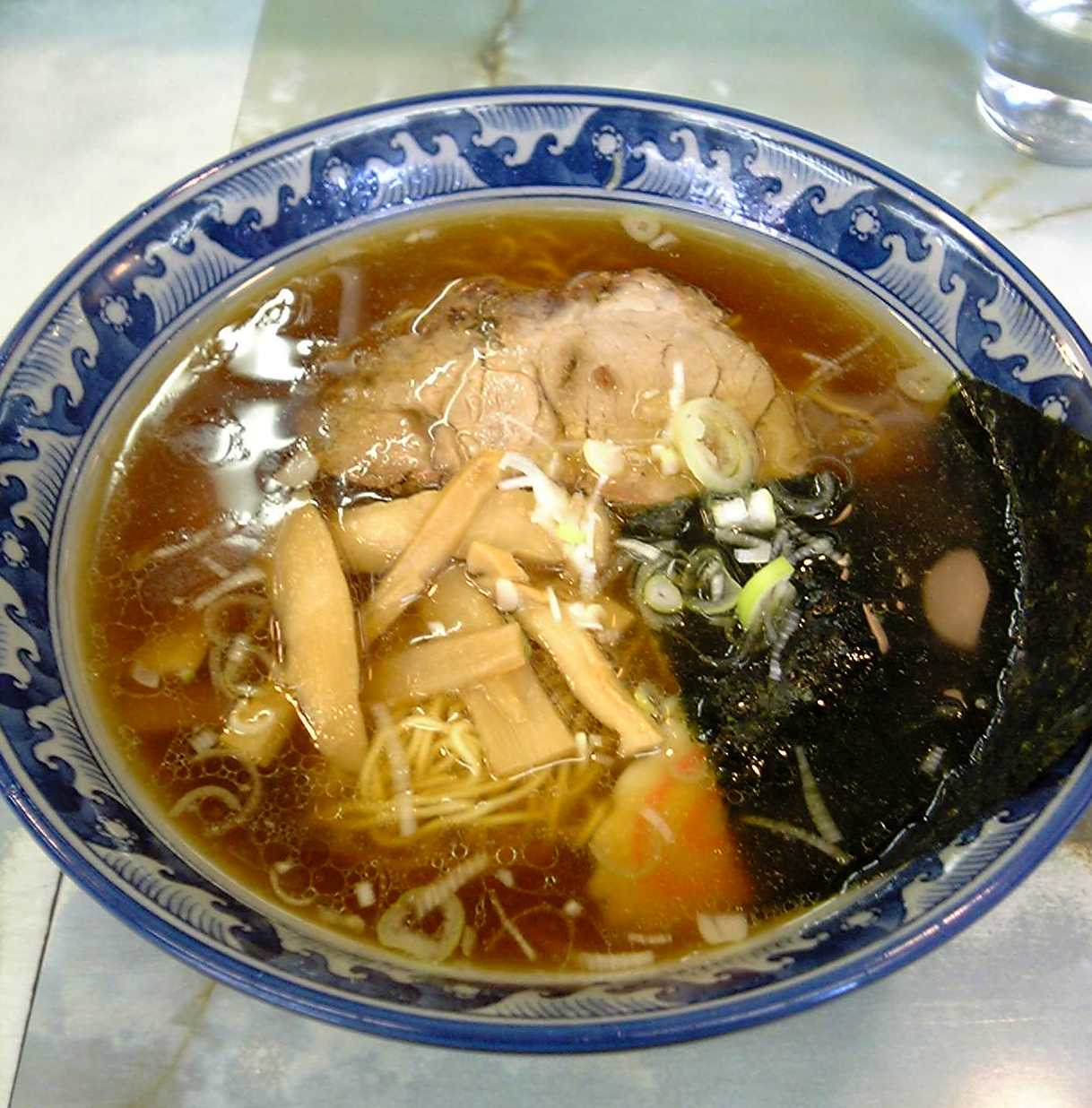
叉焼、メンマ、鳴門巻き、海苔、ネギ

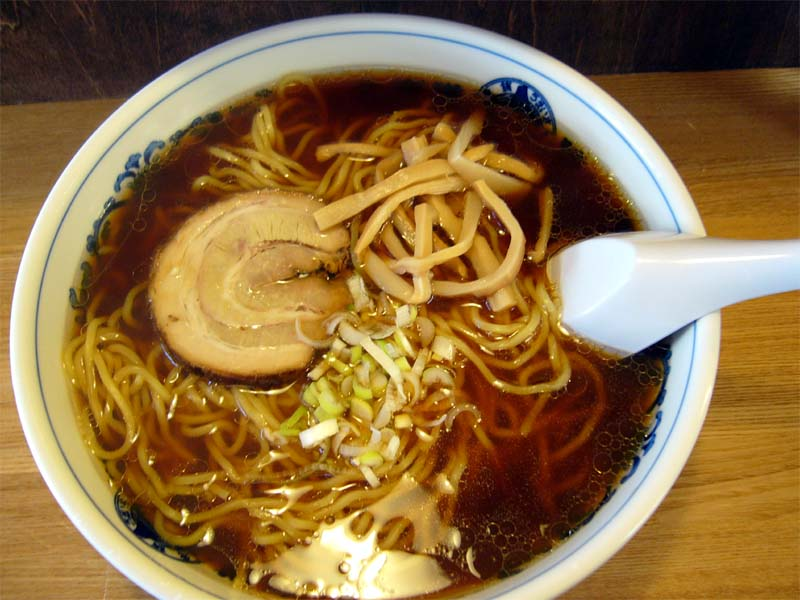

東京ラーメン（とうきょうラーメン）とは、「醤油ラーメン」の代表であり、ラーメンの原型である。多くの場合、和風だし、醤油タレ、中細縮れ中華麺が使用される。
東京都には数千のラーメン店があり、提供されるラーメンの味も多岐にわたる。

## 来歴
1910年（明治43年）当時流行の発信基地で繁華街であった浅草の「来々軒」が草分けだとされる事が多い。また、現在のラーメンの基本を作り上げ、醤油ラーメンの発祥となり、チャーシュー（叉焼）とメンマ（支那竹）を初めて載せたともされている。
繊細な味を守り続ける店も多く、新規店でもこの東京ラーメンを追い求める店もある。ご当地ラーメンブームの中で、強い脂や辛さを押し出す新種のラーメンとは対をなし、流行を追いかけることなく「ラーメンの定番」として、昔からその人気は不変である。

## スタイル
現在まで続くオーソドックスなラーメンであり、違いはあるものの多くの場合は次のようなスタイルである。鶏がらをメインに野菜や豚骨（煮干しなども使用する店もある）を加えて沸騰させずに煮出した澄んだスープに、合わせるタレは醤油の和風タレで、表面にうっすらと脂が浮く。麺は20～24番の中細で、スープが絡みやすい縮れ麺を使用する。チャーシュー、メンマ（シナチク）、薬味はネギ、色気はなると、青みはほうれん草を入れる。半熟卵や海苔を添える店もある。
異論もあるが、同種のラーメンとして、「八王子ラーメン」（ネギの代わりにタマネギを使用する）、「背脂チャッチャ系」（スープ表面に背脂を浮かせる）、「荻窪ラーメン」（荻窪駅周辺のラーメン屋グループがメインで、スープの煮干しが強い）、「恵比寿ラーメン」（恵比寿駅周辺を中心とし、支那そばや支那竹そばが多い）などが挙げられることがある。

## 販売
ラーメン専門店、昔ながらのいわゆる中華料理店、インスタントラーメン（カップ麺、袋麺）、生麺（スーパーマーケットなど）、冷凍生麺で販売されている。